# カメレオン (マーベル・コミック)
カメレオン (Chameleon) は、スパイダーマンシリーズに登場するスーパーヴィランのひとり。変装の名人で、どんな人物にも成り済ます能力を持つ。スパイダーマンが初めて出会ったスーパーヴィランでもある。

## 原作漫画
本名は、ドミトリ・スメルダコフ (Dmitri Anatoly Nikolayevich Smerdyakov)。
ロシアから亡命してきた貴族とメイドの間に生まれ、愛情を与えられずに育った。誰も認めてくれない環境の中で、後に異母兄であるクレイブン・ザ・ハンターとなるセルゲイ・クラヴィノフだけは唯一認めてくれる存在だった。ドミトリはセルゲイを喜ばせるために、様々な役を1人で演じ分けるショーを見せたり、近所の人々の真似事を見せたりしていた。その結果、ドミトリは他人の身体的特徴をそっくり真似る技術、外見を変えるためのメーキャップを身に付けて産業スパイの仕事を始めた。
国家機密を盗み出して共産圏に莫大な金額で売り渡そうとした際に、度々バッシングを受けているスパイダーマンに罪を着せようと考案した。そしてスパイダーマンをおびき出して、その隙にスパイダーマンに変装し、その姿で犯罪を行おうとしたのだが、腕力ではスパイダーマンに劣るためすぐに捕らえられた。
この件で汚名を受けたドミトリはスパイダーマンに対し強い憎しみを持つようになり、何度も戦いを挑むようになる。
- スパイダーマンが史上初めて戦ったスーパーヴィランで、1963年発行のアメイジング・スパイダーマン第1号で初登場。その後も、クレイヴンに認められているスパイダーマンにライバル心を抱きながら何度も対戦をした。
- 2010年発行の『スパイダーマン: ビッグ・タイム』では、ドクター・オクトパス、サンドマン、ミステリオ、エレクトロ、ライノと共に架空の犯罪組織で悪のスーパーヒーローチームシニスター・シックス（邪悪なる6人）を結成した。
- 同じく2010年発行の『フューチャー・ファウンデーション』では、ミステリオと協力して幻覚を見せるロボットを作り、スパイダーマンやファンタスティック・フォーの面々を苦しめた。

## 映像作品

### 映画
『スパイダーマン:ファー・フロム・ホーム』
演 - ヌーマン・アチャル
ディミトリという名前のみの登場で、ニック・フューリーに同行している無口のキャラクター。
『クレイヴン・ザ・ハンター』
演 - フレッド・ヘッキンジャー
本名：ディミトリ・クラヴィノフ
クレイヴンの実の弟として登場する。

### アニメ
『マーベル・スーパーヒーローズ』
声 - トム・ハーヴェイ
『スパイダーマン』（1981）
声 - ジョン・H・メイヤー
『スパイダーマン&アメイジング・フレンズ』
声 - ハンス・コンリード、（吹替）- 江川大輔
『スパイダーマン』（1990）
声 - 複数の声優
『スペクタキュラー・スパイダーマン』
声 - スティーブン・ブルーム
『マーベル スパイダーマン』
声 - パットン・オズワルト

### ゲーム
アメイジング・スパイダーマン2（PS3・PS4）
声 - グレン・ステインバウム